# Gasoducto Nabucco
El gasoducto Nabucco fue un proyecto de gasoducto para el transporte de gas natural desde Erzurum, en Turquía, a Baumgarten an der March, en Austria. El objetivo de esta nueva tubería sería el de diversificar las actuales rutas de suministro gasístico existentes en Europa, disminuyendo así la dependencia con respecto a Rusia.
Tras años de preparaciones, un acuerdo intergubernamental fue firmado el 13 de julio de 2009 entre Turquía, Rumanía, Bulgaria, Hungría y Austria. Sin embargo, tiempo después el consorcio Shaj Deniz decidió preferir el Gasoducto Trans Adriático sobre el Nabucco, y el plan del gasoducto Nabucco fue abortado en junio de 2013.